# 薩馬爾加島
薩馬爾加島是美國的島嶼，位於太平洋海域，屬於福克斯群島的一部分，由阿拉斯加州負責管轄，長8.63公里，面積1.589平方公里，最高點海拔高度30米，島上無人居住。
52°47′00″N 169°12′17″W / 52.78333°N 169.20472°W